# أرتشيزوا
أرتشيزوا (الاسم العلمي: Archezoa) هي مملكة، في نطاق حقيقيات النوى.

## أصنوفات
الأصنوفات الأدنى لهذا الكائن:
- كود سباركل
- تحديث القائمة

طائفة:Schizophyta 
اسم علمي: Schizophyta